# Blue Line (MBTA)
| Ein Zug der Blue Line verlässt die Airport Station in Richtung Wonderland |                                                            |                                                                              |                                                                              |
| U-, Stadt- und Straßenbahnlinien der MBTA |                                                            |                                                                              |                                                                              |
| Spurweite: | 1435 mm (Normalspur)                                       |                                                                              |                                                                              |
| |                                                            |                                                                              |                                                                              |
| Stationen: | 12                                                         |                                                                              |                                                                              |
| Eröffnung: | 1904 (Straßenbahn) 1924 (U-Bahn) 1952 (Ausbau nach Revere) |                                                                              |                                                                              |
| Typ: | U-Bahn                                                     |                                                                              |                                                                              |
| Ort: | Boston, Massachusetts                                      |                                                                              |                                                                              |
| Betreiber: | MBTA                                                       |                                                                              |                                                                              |
| Passagiere (täglich): | 66.933                                                     |                                                                              |                                                                              |
| \| \| \| Red Line von Alewife \| \| \| \| \| Charles/MGH Blue Line geplant \| \| \| \| \| \| \| \| \| \| Red Line nach Ashmont/Braintree \| \| \| \| \| Bowdoin Loop \| \| \| \| \| \| \| \| \| \| \| \| \| \| \| U Bowdoin nur an Werktagen tagsüber bedient \| \| \| \| \| \| \| \| \| \| Green Line von Lechmere \| \| \| \| \| \| \| \| \| \| Government Center Loop \| \| \| \| \| U Government Center \| \| \| \| \| \| \| \| \| \| Green Line nach Boston College, Cleveland Circle, Riverside und Heath Street \| \| \| \| \| \| \| \| \| \| \| \| \| \| \| State Orange Line \| \| \| \| \| Aquarium \| \| \| \| \| Boston Harbor \| \| \| \| \| Maverick \| \| \| \| \| \| \| \| \| \| \| \| \| \| \| Airport \| \| \| \| \| \| \| \| \| \| \| \| \| \| \| Wood Island \| \| \| \| \| Orient Heights \| \| \| \| \| Orient Heights Yard \| \| \| \| \| Suffolk Downs \| \| \| \| \| Beachmont \| \| \| \| \| Revere Beach \| \| \| \| \| U Wonderland \| \| \| \| \| Kehranlage Wonderland \| \| \| \| \| Lynn geplant \| \| |                                                            |                                                                              |                                                                              |
| U-Bahn-Strecke |                                                            | Red Line von Alewife                                                         | Red Line von Alewife                                                         |
| U-Bahn-Bahnhof · U-Bahn-Kopfbahnhof Streckenanfang (Strecke außer Betrieb) (im Tunnel) |                                                            | Charles/MGH Blue Line geplant                                                | Charles/MGH Blue Line geplant                                                |
| U-Bahn-Tunnelanfang · U-Bahn-Strecke (außer Betrieb) (im Tunnel) |                                                            |                                                                              |                                                                              |
| U-Bahn-Strecke nach rechts (im Tunnel) · U-Bahn-Strecke (außer Betrieb) (im Tunnel) |                                                            | Red Line nach Ashmont/Braintree                                              | Red Line nach Ashmont/Braintree                                              |
| U-Bahn-Abzweig ehemals geradeaus und von links (im Tunnel) · U-Bahn-Strecke von rechts (im Tunnel) |                                                            | Bowdoin Loop                                                                 | Bowdoin Loop                                                                 |
| |                                                            |                                                                              |                                                                              |
| |                                                            |                                                                              |                                                                              |
| U-Bahn-Bahnhof (im Tunnel) |                                                            | U Bowdoin nur an Werktagen tagsüber bedient                                  | U Bowdoin nur an Werktagen tagsüber bedient                                  |
| |                                                            |                                                                              |                                                                              |
| U-Bahn-Strecke (im Tunnel) |                                                            | Green Line von Lechmere                                                      | Green Line von Lechmere                                                      |
| U-Bahn-Strecke (im Tunnel) |                                                            |                                                                              |                                                                              |
| U-Bahn-Strecke (im Tunnel) · U-Bahn-Abzweig geradeaus und von links (im Tunnel) · U-Bahn-Abzweig geradeaus und von rechts (im Tunnel) |                                                            | Government Center Loop                                                       | Government Center Loop                                                       |
| U-Bahn-Bahnhof (im Tunnel) · U-Bahn-Bahnhof (im Tunnel) · U-Bahn-Bahnhof (im Tunnel) |                                                            | U Government Center                                                          | U Government Center                                                          |
| |                                                            |                                                                              |                                                                              |
| U-Bahn-Kreuzung mit Tunnelstrecke und geradeaus oben (im Tunnel) · U-Bahn-Abzweig quer und nach rechts (im Tunnel) · U-Bahn-Strecke nach rechts (im Tunnel) |                                                            | Green Line nach Boston College, Cleveland Circle, Riverside und Heath Street | Green Line nach Boston College, Cleveland Circle, Riverside und Heath Street |
| |                                                            |                                                                              |                                                                              |
| |                                                            |                                                                              |                                                                              |
| U-Bahn-Strecke quer (im Tunnel) · U-Bahn-Turmbahnhof mit Tunnelstrecke (im Tunnel) · U-Bahn-Strecke quer (im Tunnel) |                                                            | State Orange Line                                                            | State Orange Line                                                            |
| U-Bahn-Haltepunkt / Haltestelle (im Tunnel) |                                                            | Aquarium                                                                     | Aquarium                                                                     |
| U-Bahn-Strecke unter Wasserlauf (im Tunnel) |                                                            | Boston Harbor                                                                | Boston Harbor                                                                |
| U-Bahn-Haltepunkt / Haltestelle (im Tunnel) |                                                            | Maverick                                                                     | Maverick                                                                     |
| U-Bahn-Tunnelende |                                                            |                                                                              |                                                                              |
| |                                                            |                                                                              |                                                                              |
| U-Bahn-Bahnhof |                                                            | Airport                                                                      | Airport                                                                      |
| |                                                            |                                                                              |                                                                              |
| U-Bahn-Tunnel |                                                            |                                                                              |                                                                              |
| U-Bahn-Haltepunkt / Haltestelle |                                                            | Wood Island                                                                  | Wood Island                                                                  |
| U-Bahn-Haltepunkt / Haltestelle |                                                            | Orient Heights                                                               | Orient Heights                                                               |
| U-Bahn-Betriebs-/Güterbahnhof Streckenanfang und quer · U-Bahn-Abzweig geradeaus, nach rechts und von rechts |                                                            | Orient Heights Yard                                                          | Orient Heights Yard                                                          |
| U-Bahn-Haltepunkt / Haltestelle |                                                            | Suffolk Downs                                                                | Suffolk Downs                                                                |
| U-Bahn-Haltepunkt / Haltestelle |                                                            | Beachmont                                                                    | Beachmont                                                                    |
| U-Bahn-Haltepunkt / Haltestelle |                                                            | Revere Beach                                                                 | Revere Beach                                                                 |
| U-Bahn-Bahnhof |                                                            | U Wonderland                                                                 | U Wonderland                                                                 |
| U-Bahn-Betriebsstelle Strecke ab hier außer Betrieb |                                                            | Kehranlage Wonderland                                                        | Kehranlage Wonderland                                                        |
| U-Bahn-Kopfbahnhof Streckenende (Strecke außer Betrieb) |                                                            | Lynn geplant                                                                 | Lynn geplant                                                                 |

Die Blue Line ist eine von vier U-Bahnlinien der Massachusetts Bay Transportation Authority (MBTA) im Bundesstaat Massachusetts der Vereinigten Staaten. Der Streckenverlauf beginnt an der Station Bowdoin im Bostoner Stadtteil Beacon Hill und endet an der Station Wonderland in Revere. An der Station Government Center besteht eine Umsteigemöglichkeit zur Green Line und an der Station State kann zur Orange Line gewechselt werden. Die Blue Line fährt auch die Airport Station an, von wo aus ein kostenfreier Shuttle-Transfer zum Logan International Airport pendelt.

## Geschichte

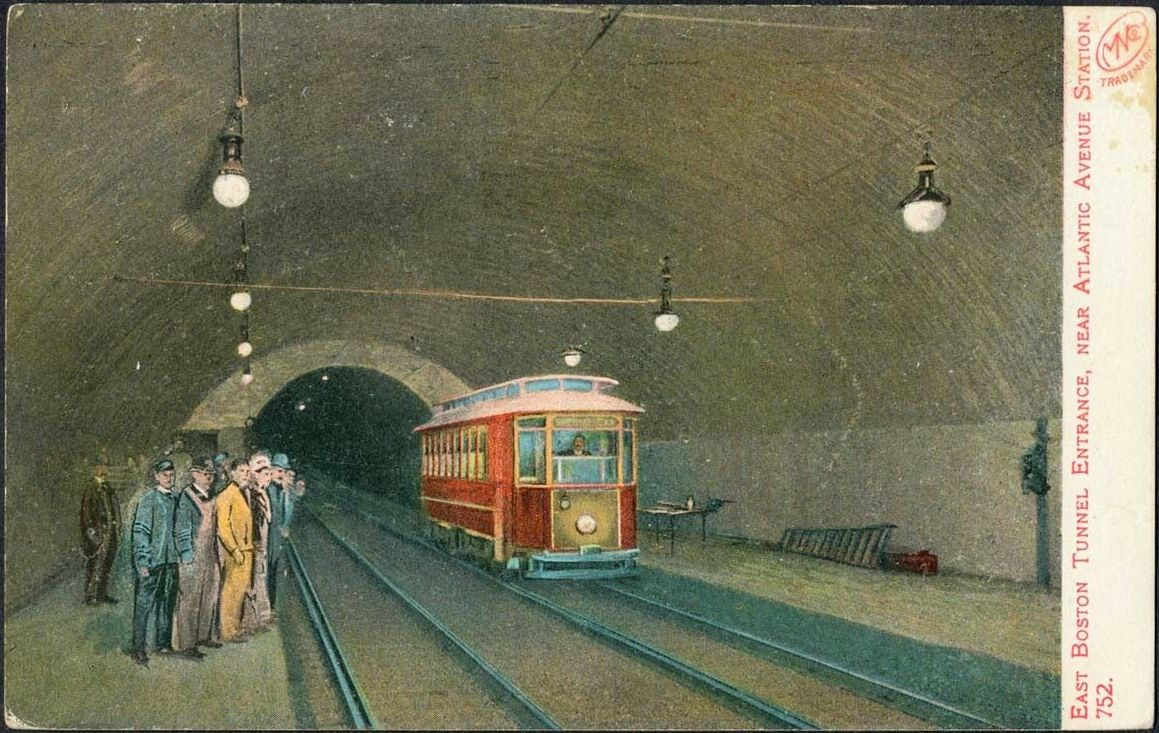
Tunneleingang nahe der heutigen Aquarium Station, 1906

Der 1904 eröffnete East Boston Tunnel war weltweit der erste Schienenweg, der unter einem Teil eines Ozeans verlief. Ursprünglich wurde er entworfen, um Light-rail-Fahrzeuge unterirdisch von Maverick bis zur Court Street zu transportieren. Im Jahr 1906 eröffnete die heutige Aquarium Station und bot damit eine Verbindung zur Atlantic Avenue Elevated. 1916 wurde die Endstation von der Court Street nach Bowdoin verlegt und die Station 'Government Center eröffnet.
Im Jahr 1925 wurde der unterirdische Teil der Linie in der Bahnsteighöhe angepasst, so dass U-Bahnwagen zwischen Bowdoin und Maverick pendeln konnten. Von 1952 bis 1954 wurde eine Erweiterung an der Oberfläche gebaut, die entlang der nicht mehr genutzten Trasse der Boston, Revere Beach and Lynn Railroad von Maverick bis Wonderland verlief. Dazu wurde die alte Schmalspurbahn in eine Strecke mit Normalspur umgewandelt.
Die zunächst von der MBTA etwas sperrig als East Boston Tunnel & Revere Extension bezeichnete Linie wurde am 26. August 1965 im Rahmen einer auf Farben basierenden Umstrukturierung in Blue Line umbenannt. Die Farbe Blau repräsentiert dabei das Wasser, da die Linie unter dem Boston Harbor hindurch und auch später zum größten Teil am Wasser entlangführt.
Im frühen 20. Jahrhundert besaß die Blue Line eine physische, wenngleich etwas umständliche Direktverbindung zu den Schienen der Red Line, auch wenn damals die Farbenbezeichner noch nicht eingeführt waren. So konnten Wagen der heutigen Blue Line über einen Anstieg zwischen der Joy Street und Russel Street in der Nähe der Station Bowdoin an die Oberfläche gelangen und auf den Straßenschienen der Cambridge Street bis in die Nähe der heutigen Station Charles/MGH fahren. Da die Schienen jedoch stromlos waren, mussten die Wagen vereinzelt und während der Nacht, wo ansonsten keine Züge verkehrten, über die Straßenschienen im Schleppverfahren bewegt werden. Diese Verbindung wurde daher nie im Regelverkehr, sondern ausschließlich für den Transport von Wagen zum Wartungsdepot an der Eliot Street genutzt. Sobald die Blue Line ein eigenes Wartungsdepot besaß, wurde die Gleisverbindung gekappt und die Rampe im Jahr 1952 vollständig zugebaut.
Mit Stand 2011 gibt es Pläne, diese historische Verbindung zwischen der Blue Line und der Red Line mit Ziel eines permanenten Austausches neu zu schaffen. Diese soll vollständig im Untergrund liegen und keine direkte Schienenverbindung aufweisen, d. h. die Passagiere müssen an der Station Charles/MGH umsteigen.

## Renovierung von Stationen
Das Modernisierungsprojekt für die Blue Line begann in den späten 1990er Jahren und beinhaltete unter anderem die Renovierung von Stationen, um die mögliche Zuglänge von vier auf sechs Wagen zu vergrößern und die Stationen barrierefrei sowie optisch ansprechender zu gestalten. Am 15. September 2008 fuhr der erste Zug der Blue Line mit sechs Wagen.
Mit Stand 2011 besteht an der Station Bowdoin die besondere Situation, dass die Passagiere aufgrund der Form des Bahnsteigs, der sich auf der Innenseite einer Wendeschleife befindet, zwar aus allen sechs Wagen aussteigen, aber nur in vier davon einsteigen können. Es ist noch nicht entschieden, ob ein Umbau oder eine Schließung der Station im Zuge der geplanten Anbindung an die Red Line die geeignete Lösung ist.

## Erweiterung nach Lynn
Es gibt Pläne, die Blue Line nordwärts bis nach Lynn zu erweitern. Das dafür notwendige Land wurde bereits für die erste Erweiterung gekauft, die jedoch aus Budgetmangel lediglich bis Revere ausgeführt werden konnte. Als alternative Routen werden eine Strecke der ehemaligen Boston and Maine Railroad entlang der Bahnstrecke East Boston–Portsmouth sowie eine Trassenführung auf der ehemaligen Strecke der Boston, Revere Beach and Lynn Railroad entlang des Revere Beach diskutiert. Weitere Möglichkeiten bestehen in einer verbesserten Anbindung an bestehende Pendlerzüge oder Busverbindungen.
Im Jahr 2005 schätzte der Vizegouverneur von Massachusetts Kerry Healy, dass die Bauarbeiten der Erweiterung im Jahr 2017 beginnen könnten. Im April 2008 wurden die ersten Finanzmittel genehmigt und 25 Millionen US-Dollar an öffentlichen Mitteln bereitgestellt. Bereits im Jahr 2004 wurden 246,5 Millionen US-Dollar in Aussicht gestellt, wenn es gelänge, 50 % aus nicht-staatlichen Mitteln beizusteuern.

## Verbindung zur Red Line
Mit Stand 2011 ist die Green Line der bequemste existierende Weg, um zwischen der Blue Line und der Red Line zu wechseln, was zu einer regelmäßigen Überlastung – insbesondere zur Hauptverkehrszeit – des kurzen Teilabschnitts zwischen den Stationen Government Center und Park Street führt. Dieser Flaschenhals war in Verbindung mit weiteren Faktoren eine wesentliche Ursache für Verspätungen und Überfüllung der Green Line. Ein in der Vergangenheit gemachter Vorschlag für einen unterirdischen Fußgängertunnel, der beide Stationen miteinander verbindet, wurde zu Gunsten einer Direktverbindung zwischen der Blue Line und der Red Line verworfen.
Eine weitere Umsteigemöglichkeit besteht in einer Fahrt mit der Orange Line von der Station State bis zur nächsten Haltestelle Downtown Crossing, jedoch erfordert dieser Weg einen deutlich längeren und komplizierteren Fußweg über viele Treppen und durch Passagen dieser beiden Stationen. Die Linien Red und Blue sind die einzigen U-Bahnlinien im System der MBTA, die keine direkte Verbindung zueinander aufweisen.
Als Teil einer gerichtlichen Einigung über die durch den Big Dig beeinträchtigte Luftqualität stimmte der Commonwealth of Massachusetts zu, eine Direktverbindung zwischen beiden Linien herzustellen, indem die Blue Line unter der Cambridge Street um 450 m bis zur Station Charles/MGH der Red Line verlängert wird. Da die Wagen der beiden Linien zwar die gleiche Spurweite haben, ansonsten aber zueinander nicht kompatibel sind, ist keine direkte Gleisverbindung vorgesehen. Der Umstieg müsste aber nicht mehr über die Green Line erfolgen, und viele Passagiere von der Nordküste in Boston könnten die Gegend um das Massachusetts General Hospital direkt und ohne Umsteigen erreichen.
Nachdem allerdings mehr als zehn Jahre lang nichts in dieser Richtung unternommen wurde und der Staat Massachusetts sich mit weiteren Gerichtsverfahren konfrontiert sah, willigte er schließlich ein, detaillierte Planungen zu beginnen, die im Jahr 2011 noch andauerten. Die Bauzeit wird auf sechs Jahre geschätzt, aber ein Baubeginn steht ebenso wenig fest wie die Finanzierung.

## Barrierefreiheit
Im Zeitraum zwischen ca. 1998 und 2011 baute die MBTA alle Stationen der Blue Line bis auf Government Center und Bowdoin so um, dass sie heute barrierefrei sind und Züge mit jeweils sechs Wagen aufnehmen können. Für das Government Center ist ein umfassender Neubau geplant, während die Zukunft der Station Bowdoin von der geplanten Verbindung zur Red Line abhängt, die sich zurzeit in der Planung befindet.

## Rollendes Material

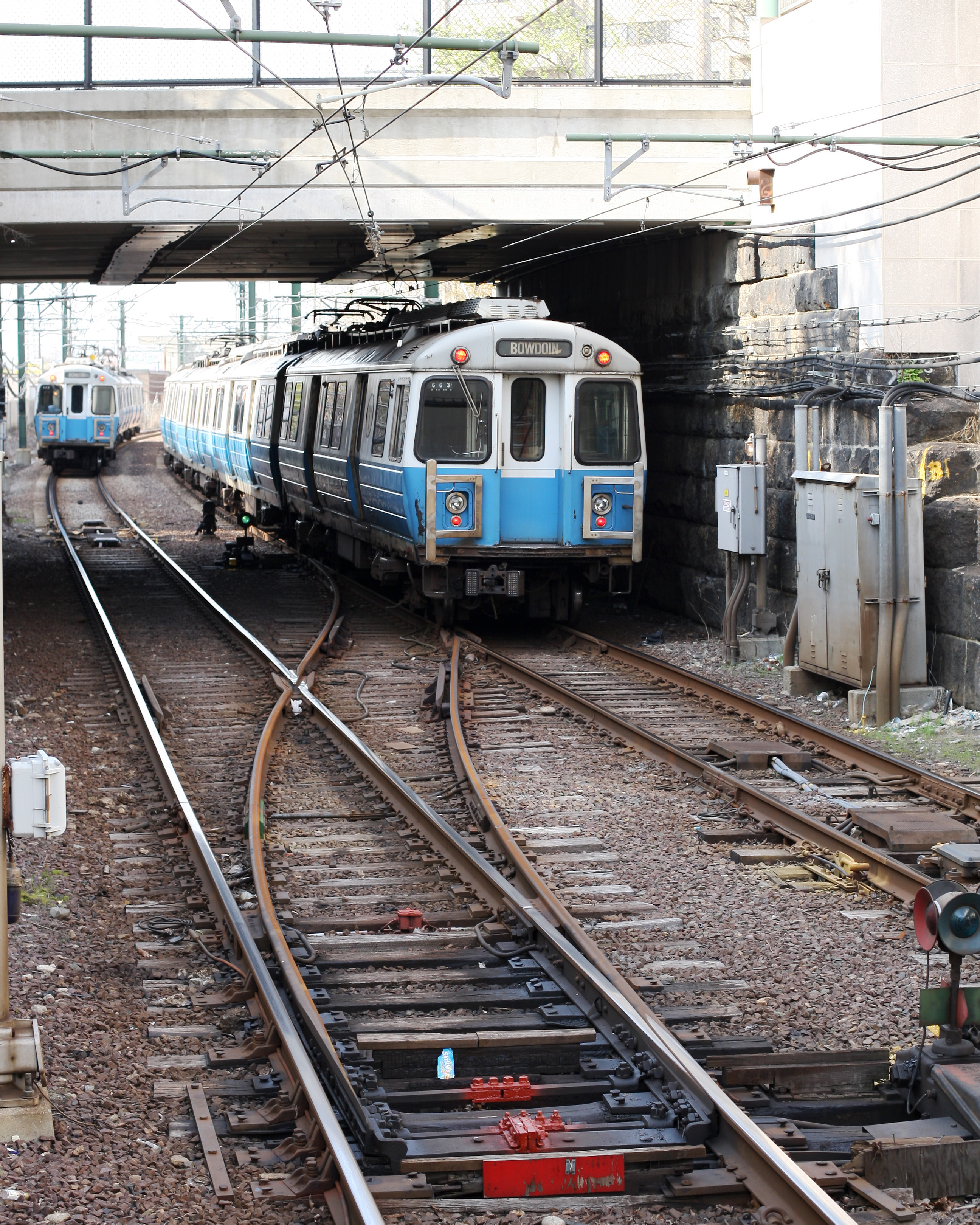
Oberirdisch benutzen die Züge der Blue Line Stromabnehmer zur Energieversorgung.

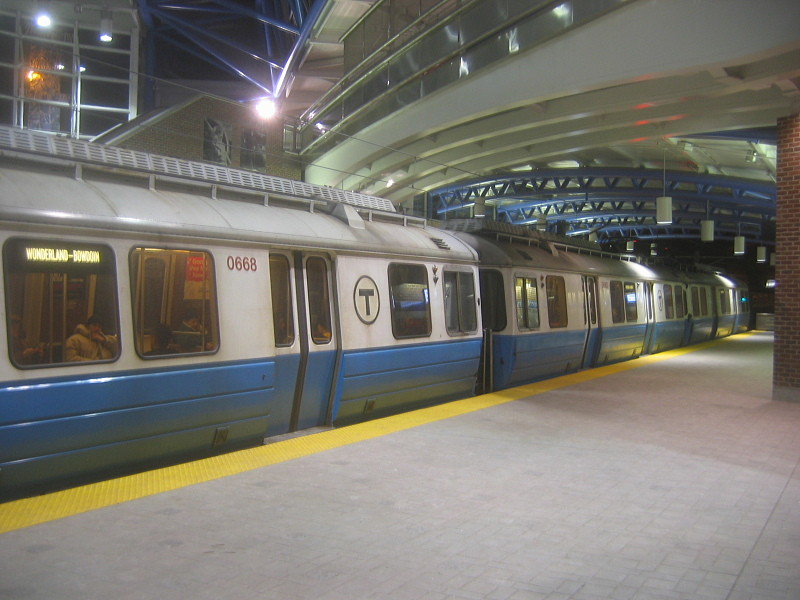
Wagen der 600er Serie an der Station Airport

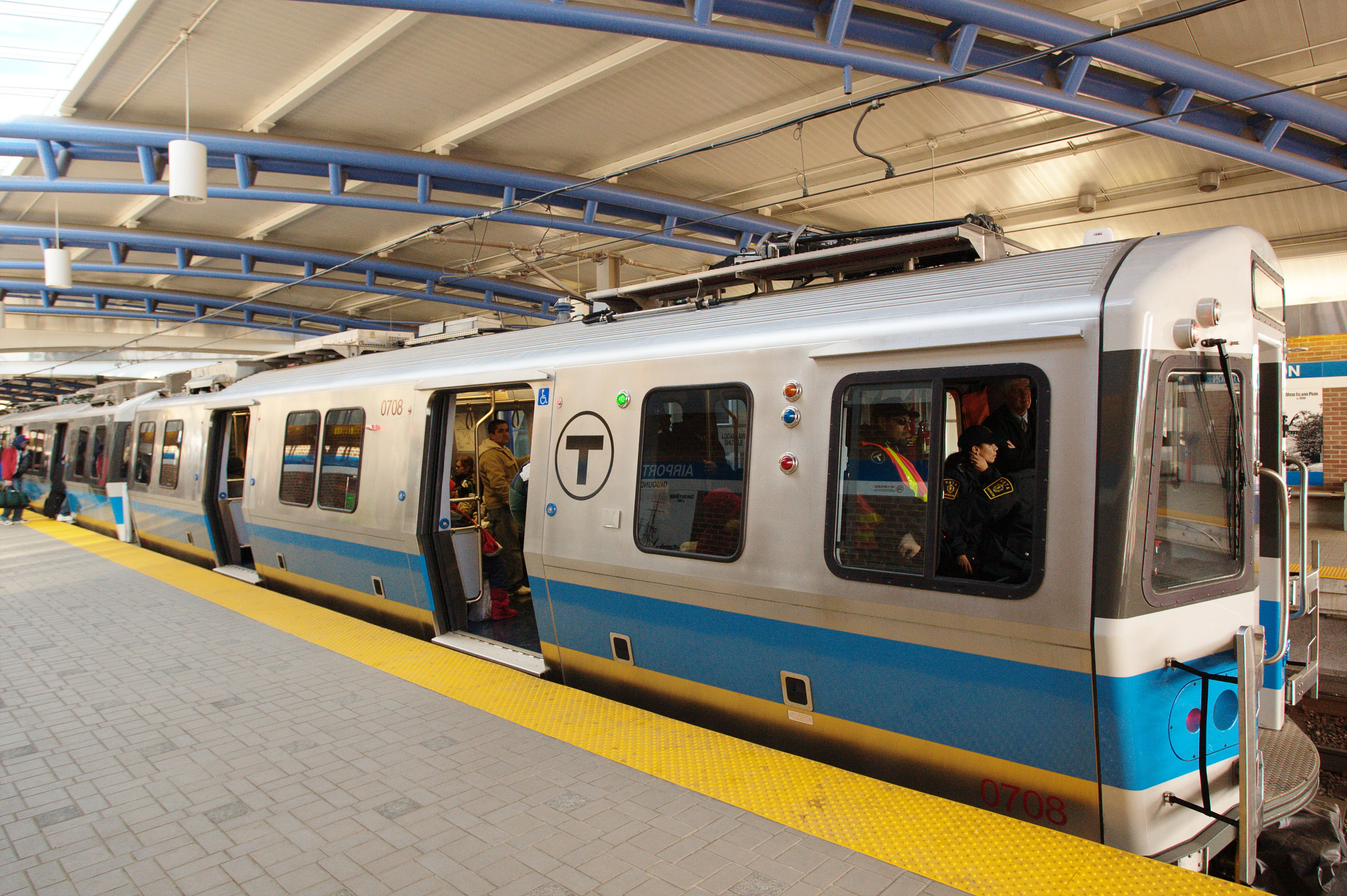
Wagen der 700er Serie an der Station Airport

Wie alle Bahnlinien der MBTA fährt auch die Blue Line auf Gleisen mit Normalspur.
Die Züge der Blue Line sind jedoch einzigartig unter den U-Bahnen in Boston, da sie zur Energieversorgung sowohl eine Stromschiene als auch Stromabnehmer nutzen. Zwischen beiden Betriebsarten wechseln die Züge an der Station Airport, wo sie von einem Tunnel auf eine oberirdische Strecke wechseln. Zuvor wurde dieses Manöver bereits im Untergrund an der Station Maverick durchgeführt, aber der kurzzeitige Verlust von Energie und Licht während des Wechsels ist oberirdisch für die Passagiere angenehmer. Die Oberleitung wurde installiert, um im Winter trotz Vereisung der Stromschiene fahrbereit zu bleiben. In den Tunneln der Blue Line, die enger sind als diejenigen der meisten modernen U-Bahnen, wird hingegen ausschließlich die Stromschiene genutzt.
Da die Stationen und Tunnel der Blue Line ursprünglich für Straßenbahnen konzipiert wurden, sind die Wagen der Linie schmaler und kürzer als diejenigen der Orange Line.
Der Fuhrpark der Blue Line umfasst hauptsächlich 94 Wagen der 700er Serie aus rostfreiem Stahl der Siemens AG, die jeweils 48 ft (14,6 m) lang und 9,3 ft (2,8 m) breit sind und zwei Doppeltüren je Seite besitzen. Die Wagen besitzen das gleiche Design wie diejenigen, welche ebenfalls von Siemens für die Tren Urbano in San Juan gebaut wurden. Diese neuen Wagen wurden in den 2000er Jahren zu einem Vertragswert von 174 Millionen US-Dollar geliefert.
20 Einheiten der älteren 600er Serie sind ebenfalls noch im aktiven Dienst, werden mit Stand Juni 2010 aber lediglich als Ersatzfahrzeuge genutzt. Diese Serie wurde von 1978 bis 1980 von Hawker Siddeley im kanadischen Thunder Bay gebaut. Sie sind 48,1 ft (14,7 m) lang und 9,3 ft (2,8 m) breit, haben zwei Doppeltüren pro Seite und sind für eine Höchstgeschwindigkeit von 65 mph (104,6 km/h) ausgelegt. Sie basieren auf dem Modell PA3, das von der Port Authority Trans-Hudson in New Jersey eingesetzt wird. Von den ursprünglich 70 Hawker-Wagen mussten die meisten aufgrund massiver Korrosion ausgemustert werden, die vorwiegend durch die salzige Luft aufgrund der großen Nähe zum Ozean verursacht wurde. Die Wagen mit den Nummern 622 und 623 stehen im Seashore Trolley Museum.

## Liste der Haltestellen
| Name                                        | Stadtteil                  | Eröffnungsdatum                                                                       | Passagiere1 | Bahnsteige | Anschlussverbindung(en)    | Koordinaten                  | Anmerkungen                                                     |
| ------------------------------------------- | -------------------------- | ------------------------------------------------------------------------------------- | ----------- | ---------- | -------------------------- | ---------------------------- | --------------------------------------------------------------- |
| Wonderland                                  | Revere                     | 19. Januar 1954 24. Juni 1995 (Neubau) 30. Juni 2012 (Neubau)                         | 5.520       | 2          | MBTA Bus                   | 42° 24′ 49″ N, 70° 59′ 30″ W | Endstation                                                      |
| Revere Beach                                | Revere                     | 19. Januar 1954 24. Juni 1995 (Neubau)                                                | 2.693       | 2          | MBTA Bus                   | 42° 24′ 28″ N, 70° 59′ 33″ W |                                                                 |
| Beachmont                                   | Revere                     | 19. Januar 1954 24. Juni 1995 (Neubau)                                                | 1.936       | 2          | MBTA Bus                   | 42° 23′ 51″ N, 70° 59′ 32″ W |                                                                 |
| Suffolk Downs                               | East Boston                | 21. April 1952 3. Januar 1984 (Neubau) 24. Juni 1995 (Neubau)                         | 794         | 2          | keine                      | 42° 23′ 25″ N, 70° 59′ 49″ W |                                                                 |
| Orient Heights                              | East Boston                | 1875 5. Januar 1952 (Neubau)                                                          | 4.121       | 2          | MBTA Bus                   | 42° 23′ 14″ N, 71° 0′ 15″ W  |                                                                 |
| Wood Island                                 | East Boston                | 5. Januar 1952                                                                        | 1.450       | 2          | MBTA Bus                   | 42° 22′ 47″ N, 71° 1′ 23″ W  |                                                                 |
| Airport                                     | East Boston                | 5. Januar 1952 3. Juni 2004 (Neubau)                                                  | 6.901       | 2          | MBTA Bus, Massport Shuttle | 42° 22′ 28″ N, 71° 1′ 49″ W  | Station des Urban Ring Project                                  |
| Maverick                                    | East Boston                | 18. April 1924 August 2009 (Neubau)                                                   | 8.134       | 1          | MBTA Bus                   | 42° 22′ 9″ N, 71° 2′ 22″ W   |                                                                 |
| Aquarium                                    | Financial District, Boston | 5. April 1906 1924 (Neubau) 2004 (Neubau)                                             | 4.444       | 2          | MBTA Bus                   | 42° 21′ 33″ N, 71° 3′ 11″ W  | Busanbindung nur zur Hauptverkehrszeit                          |
| State                                       | Boston                     | 30. Dezember 1904 (Blue Line) 30. November 1908 (Orange Line) 26. April 2011 (Neubau) | 12.553      | 4          | Orange Line, MBTA Bus      | 42° 21′ 31″ N, 71° 3′ 28″ W  | Einzige noch existierende U-Bahn-Station des East Boston Tunnel |
| Government Center                           | Government Center, Boston  | 3. September 1898 (Green Line) 18. März 1916 (Blue Line)                              | 11.317      | 2          | Green Line (Alle Zweige)   | 42° 21′ 34″ N, 71° 3′ 34″ W  | Endstation der Blue Line nachts, an Wochenenden und Feiertagen  |
| Bowdoin                                     | Beacon Hill, Boston        | 18. März 1916                                                                         | 1.454       | 1          | keine                      | 42° 21′ 41″ N, 71° 3′ 44″ W  | Endstation                                                      |
| 1 Tagesdurchschnitt wochentags, Stand: 2009 |                            |                                                                                       |             |            |                            |                              |                                                                 |